# Pilot Pen Tennis 2006 - Doppio femminile
Il doppio femminile  del torneo di tennis Pilot Pen Tennis 2006, facente parte del WTA Tour 2006, ha avuto come vincitrici Yan Zi e Zheng Jie che hanno battuto in finale Lisa Raymond e Samantha Stosur con il punteggio di 6–4, 6–2..

## Teste di serie
1. Lisa Raymond /  Samantha Stosur (finale)
2. Yan Zi /  Zheng Jie (campionesse)

1. Cara Black /  Rennae Stubbs (semifinali)
2. Květa Peschke /  Francesca Schiavone (primo turno)

## Tabellone

### Legenda
| - Q = Qualificato - WC = Wild card - LL = Lucky loser | - ALT = Alternate - SE = Special Exempt - PR = Protected Ranking | - w/o = Walkover - r = Ritirato - d = Squalificato |